# Autoplusia
Autoplusia is een geslacht van vlinders van de familie Uilen (Noctuidae), uit de onderfamilie Plusiinae.

## Soorten
- A. egena Guenée, 1852
- A. egenoides Franclemont & Todd, 1983
- A. gammoides Blanchard, 1852
- A. illustrata Guenée, 1852
- A. limata Schaus, 1911
- A. masoni Schaus, 1894
- A. olivacea Skinner, 1917
- A. phocina Hampson, 1913